# Campionati del mondo Ironman del 1978
I Campionati del mondo Ironman del 1978, prima edizione della competizione, hanno visto trionfare lo statunitense Gordon Haller, davanti ai connazionali John Dunbar e Dave Orlowski.

## Ironman Hawaii - Classifica

### Uomini
| Pos. | Tempo    | Nome              | Paese       | Ripartizione tempi | Ripartizione tempi | Ripartizione tempi | Ripartizione tempi | Ripartizione tempi |
| Pos. | Tempo    | Nome              | Paese       | Nuoto              | T1                 | Bici               | T2                 | Corsa              |
| ---- | -------- | ----------------- | ----------- | ------------------ | ------------------ | ------------------ | ------------------ | ------------------ |
|      | 11:46:00 | Gordon Haller     | Stati Uniti | 1:20:40            | 0:00               | 6:56:00            | 0:00               | 3:30:00            |
|      | 12:20:27 | John Dunbar       | Stati Uniti | 1:00:15            | 0:00               | 7:04:00            | 0:00               | 4:03:00            |
|      | 13:59:13 | Dave Orlowski     | Stati Uniti | 1:09:15            | 0:00               | 7:51:00            | 0:00               | 4:59:00            |
| 4    | 14:03:25 | Ian Emberson      | Stati Uniti | 1:01:40            | 0:00               | 7:47:00            | 0:00               | 5:15:00            |
| 5    | 14:04:35 | Sterling Lewis    | Stati Uniti | 1:02:30            | 0:00               | 7:47:00            | 0:00               | 5:15:00            |
| 6    | 14:45:11 | Tom Knoll         | Stati Uniti | 2:13:05            | 0:00               | 8:19:00            | 0:00               | 4:13:00            |
| 7    | 15:30:14 | Henry Jr. Forrest | Stati Uniti | 1:36:42            | 0:00               | 8:47:00            | 0:00               | 5:06:00            |
| 8    | 16:38:31 | Frank Day         | Stati Uniti | 1:44:20            | 0:00               | 8:45:00            | 0:00               | 6:09:00            |
| 9    | 17:00:38 | John Collins      | Stati Uniti | 1:31:15            | 0:00               | 9:15:00            | 0:00               | 6:14:00            |
| 10   | 17:24:22 | Archie Hapai      | Stati Uniti | 57:35              | 0:00               | 8:06:00            | 0:00               | 8:20:00            |
| 11   | 20:03:28 | Dan Hendrickson   | Stati Uniti | 1:35:35            | 0:00               | 11:39:00           | 0:00               | 6:48:00            |
| 12   | 21:00:38 | Harold Irving     | Stati Uniti | 1:05:30            | 0:00               | 11:04:00           | 0:00               | 8:08:00            |
| DNF  | 00:00:00 | John Lloyd        | Stati Uniti | 1:37:15            | 0:00               | 9:00:00            |                    |                    |
| DNF  | 00:00:00 | Ralph Yawata      | Stati Uniti | 1:05:55            |                    |                    |                    |                    |